# Neverón de Urriellu
El Neverón de Urriellu está enclavado en el Macizo Central de los Picos de Europa o macizo de los Urrieles, en Asturias. Al oeste de Vega de Urriellu en la cresta divisoria del Jou Lluengo (Vega) y el Jou de Cerredo. Altura 2559 metros.